# Matthias Kaburek
Matthias Kaburek (né le 9 février 1911 à Vienne en Autriche-Hongrie et mort le 17 février 1976) était un joueur international de football autrichien qui évoluait au poste d'attaquant.

## Biographie
Natif de Vienne, il passe la plupart de sa carrière dans le club viennois du Rapid de Vienne. Il joue également dans le championnat français en Lorraine au FC Metz et à l'US Bassin de Longwy.
En international, il joue pendant la coupe du monde 1934 en Italie avec l'équipe d'Autriche. Après l'annexion de son pays par Adolf Hitler, il joue un match en 1939 avec l'équipe d'Allemagne.

## Palmarès
- Championnat d'Autriche (5) :
  - 1929, 1930, 1935, 1940, 1941
- Gauliga (1) :
  - 1941
- Coupe Mitropa (1) :
  - 1930
- Meilleur buteur du championnat d'Autriche (1) :
  - 1935[1]